# Cuna iriomotensis
Cuna iriomotensis is een tweekleppigensoort uit de familie van de Condylocardiidae. De wetenschappelijke naam van de soort is voor het eerst geldig gepubliceerd in 1992 door Habe.